# انبساط (اسم)
انْبِسَاط هو اسم علم مؤنث من أصل عربي، ومعناه هو الانتشار وانطلاق اللسان والسرور.